# Javier Milei
Javier Gerardo Milei (Buenos Aires, 22 de outubro de 1970) é um economista, político e professor argentino, que serve atualmente como o 52.º presidente da Argentina desde 10 de dezembro de 2023. Líder do Partido Libertário e da coalizão La Libertad Avanza, foi eleito com 55,65% dos votos no segundo turno, tornando-se assim o presidente mais votado da história do país até então.
Politicamente, Milei tem sido descrito de várias formas, como um libertário de direita, de extrema-direita, ultraconservador, ultraliberal e populista de direita. Se identificando como minarquista ou "libertário liberal", ele adere à filosofia do anarcocapitalismo. Em questões econômicas, alinha-se com a Escola Austríaca e afirma que a Argentina é um inferno fiscal. Ele defende uma redução rápida nos gastos do governo para alcançar um orçamento equilibrado. Milei ganhou amplo reconhecimento por meio de aparições regulares na televisão, nas quais criticava os governos de Cristina Kirchner, Mauricio Macri e Alberto Fernández, citando o que ele viu como gastos desenfreados e falta de ajuste fiscal como preocupações. Em questões sociais, ele é caracterizado como um radical conservador.
As posições políticas de Milei têm gerado polêmica. Ele se opõe ao aborto, inclusive em casos de estupro, rejeita a inclusão de educação sexual nas escolas, expressou ceticismo sobre vacinas contra a COVID-19, apoia a venda e distribuição de armas de fogo para a população civil, favorece a legalização de comércio de órgãos, promove teorias da conspiração comuns a extrema-direita como a ideia de "marxismo cultural" e nega o aquecimento global. Sua vitória nas eleições primárias de 2023 (PASO) foi considerada inesperada, e suas falas levaram à sua caracterização como um populista de direita.
Em relação às Malvinas, defende a soberania argentina sobre as ilhas, mas deseja um acordo pacifico sobre o tema; Prioriza alianças com os Estados Unidos e Israel; Ele é cauteloso em relação às relações com a China, e apoia a Ucrânia contra a Rússia na invasão em curso.

## Primeiros anos
Javier Gerardo Milei nasceu no bairro de Palermo na capital argentina, filho de Alicia Luján Lucich, dona de casa, e de Norberto Horacio Milei, motorista de ônibus e depois empresário, supervisionando o setor de condução de ônibus. Ambos são de origem italiana. A mãe também tem ascendência croata. 
Milei cresceu no bairro de Villa Devoto e frequentou escolas católicas e universidades privadas. Estudou no Colégio Cardenal Copello e posteriormente mudou-se para Sáenz Peña, em Buenos Aires. Na escola, ele foi apelidado de El Loco ("O Louco") devido às suas explosões e à sua retórica agressiva que mais tarde o tornou famoso. No final da adolescência e no início da idade adulta, foi goleiro das categorias de base do Chacarita Juniors, até 1989.
Milei afirma que decidiu abandonar o futebol e comprometer-se totalmente com a carreira de economia aos dezoito anos, durante a hiperinflação de 1989, no final do governo de Raúl Alfonsín. Ele estava estudando introdução à economia e à lei da oferta e da procura: quando os preços aumentam, a demanda diminui. Ele pensava que tal lei parecia estar em desacordo com a crise em curso, pois viu pessoas tentarem desesperadamente agarrar mercadorias nos supermercados, enquanto os preços aumentavam, e considerou que tinha de estudar economia mais detalhadamente para a compreender. Sobre sua infância, ele disse que seus pais batiam nele e abusavam verbalmente dele, o que o levou a não falar com eles por uma década. Ele foi apoiado por sua irmã mais nova, Karina Milei e por sua avó materna. Ele cantou na banda cover Everest, que tocava principalmente covers dos Rolling Stones.

## Carreira econômica
Formado em Economia, pela Universidade de Belgrano (Licenciatura), em 1993, e com dois Mestrados no Instituto de Desarrollo Económico e Social (IDES) e na Universidade Torcuato di Tella, começou sua carreira com um curto estágio no Banco Central da República Argentina, iniciado 22 de dezembro de 1992 e terminado em 22 de junho de 1993. Segundo Milei, ele foi dipensado por "não gostarem dele". Em uma avaliação dos profissionais do banco, feita em 1993 e divulgada recentemente, Milei foi dispensado por não dominar a língua inglesa e por seus conhecimentos sobre economia serem considerados insuficientes naquele momento. Durante a campanha eleitoral, jornalistas especularam se a promessa de Milei em fechar o Banco Central da República Argentina tinha relação com sua demissão em 1993.
Ele se tornou economista-chefe da Máxima AFJP (empresa de previdência privada), economista-chefe do Estudio Broda (empresa de assessoria financeira) e consultor governamental do Centro Internacional para a Arbitragem de Disputas Sobre Investimentos. Ele também foi economista sênior do HSBC.
Foi assessor econômico de Antonio Domingo Bussi quando este, embora indiciado por crimes contra a humanidade cometidos durante a ditadura, foi eleito deputado em 1999.
Desde 2012, dirigia a divisão de Estudos Econômicos da Fundación Acordar, um think tank de âmbito nacional. Ele também é membro do B20, do Grupo de Política Econômica da Câmara de Comércio Internacional (um consultor do G20) e do Fórum Econômico Mundial. É especialista em crescimento econômico e já foi professor de diversas disciplinas econômicas em universidades argentinas e no exterior. Também trabalhou para o magnata argentino Eduardo Eurnekián. É autor de 9 livros.  
Por mais de 21 anos, foi professor universitário de macroeconomia, economia do crescimento, microeconomia e matemática para economistas. Desde 2016 ele tenta fundir os conceitos da economia austríaca com os do monetarismo, pois entende que Ben Bernanke foi o maior banqueiro central de todos os tempos, ponto de vista rejeitado pelos economistas austríacos. "Além de sua carreira acadêmica, Milei é o anfitrião de seu próprio programa de rádio chamado Demoliendo mitos (Demolindo mitos), com participações frequentes do economista alberdiano e empresário Gustavo Lazzari e outras personalidades, como o advogado também alberdiano Pablo Torres Barthe e a cientista política libertária María Zaldívar.
Nos últimos anos, Javier Milei teve grande destaque nos meios de comunicação argentinos, especialmente desde 2014, sendo frequentemente convidado para programas de televisão e rádio a fim de apresentar as suas análises económicas sob o prisma da escola austríaca, que rejeita a intervenção do Estado. Segundo a empresa de consultoria Ejes de Communicación, em 2018 foi o economista mais convidado pelos canais argentinos. Em 2019, a revista Noticias classificou-o entre as pessoas mais influentes da Argentina.

## Carreira política
A mídia internacional e os acadêmicos descreveram o pensamento político de Javier Milei como de extrema-direita e fortemente conservador. Milei é seguidor do presidente brasileiro de 2019 a 2022, Jair Bolsonaro e do presidente dos Estados Unidos de 2017 a 2021, regressado em 2025, Donald Trump. Ele também é próximo do partido de extrema-direita espanhol Vox e do político extremamente conservador e ex-candidato presidencial chileno José Antonio Kast.
Javier Milei afirma ser anarco-capitalista. Ele se referia frequentemente a Carlos Menem, presidente da Argentina de 1989 a 1999, e seu ministro da Economia, Domingo Cavallo.
Em 2019, ingressou no Partido Libertário. Sob a coalizão La Libertad Avanza, surpreendeu nas eleições primárias de setembro de 2021, ficando em terceiro lugar na cidade de Buenos Aires com 13,66% dos votos. Fazendo campanha sob o lema "Não vim aqui para liderar cordeiros, mas para despertar leões", denunciou a "casta política", que disse ser composta de "políticos inúteis e parasitas que nunca trabalharam".
Em matéria de política externa, declarou que gostaria de se alinhar com os Estados Unidos e Israel, caso fosse eleito Presidente. Anunciou também que fará de Israel o seu primeiro destino como Presidente. Em 2023, denunciou a adesão da Argentina aos BRICS.

### Candidatura à presidência (2023)
Durante o seu mandato, limitou suas atividades legislativas à votação, concentrando-se em vez disso na crítica do que descreve como a "elite política da Argentina e a sua propensão para elevados gastos governamentais". Foi candidato presidencial nas eleições gerais de 2023, com Victoria Villarruel como sua companheira de chapa à vice-presidência. Avançou para o segundo turno da eleição presidencial, na qual enfrentou Sergio Massa. Em 19 de novembro de 2023, venceu o segundo turno com 56% contra 44% de Massa para se tornar presidente eleito.

## Presidência (2023–presente)

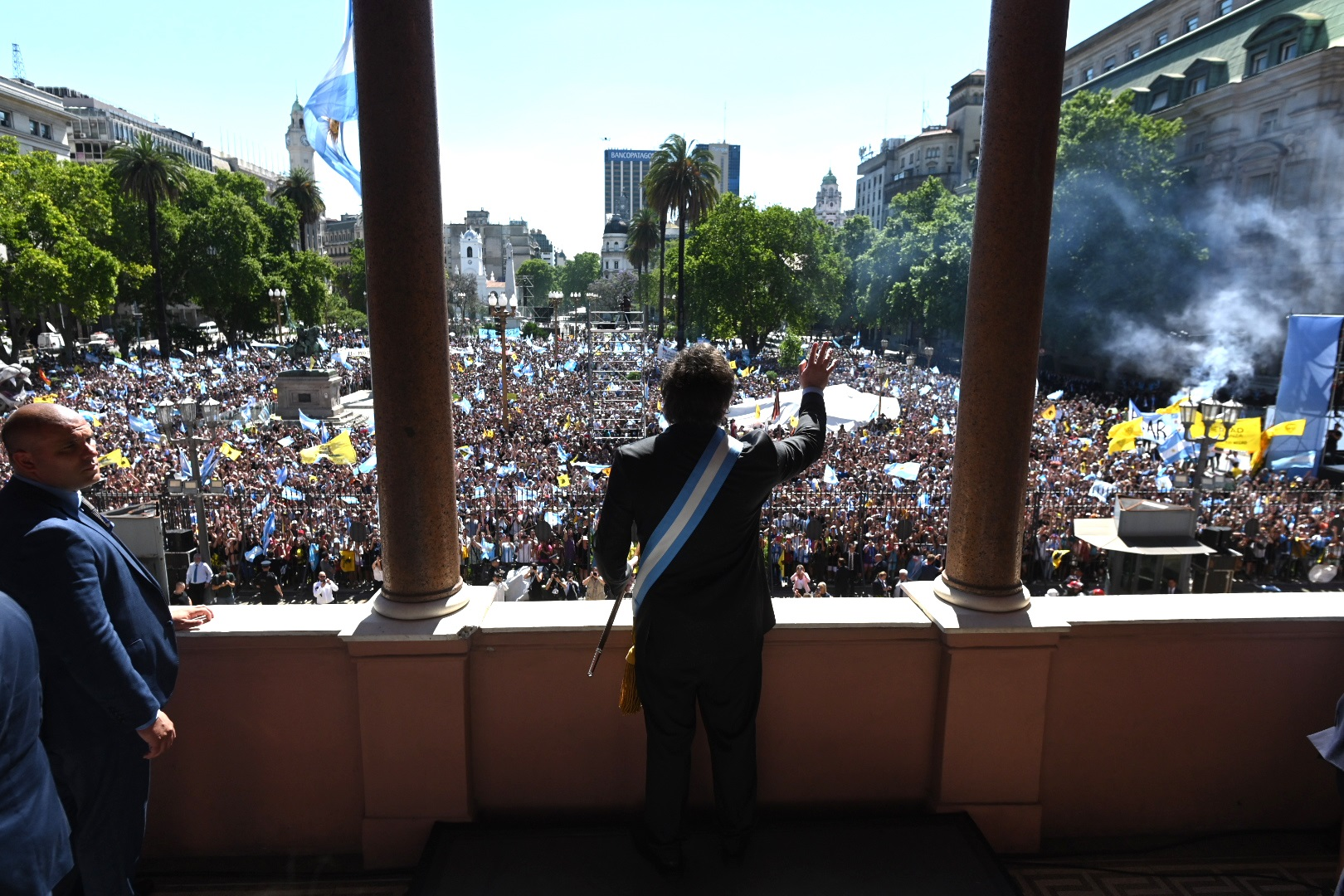
Javier assume como presidente da Argentina

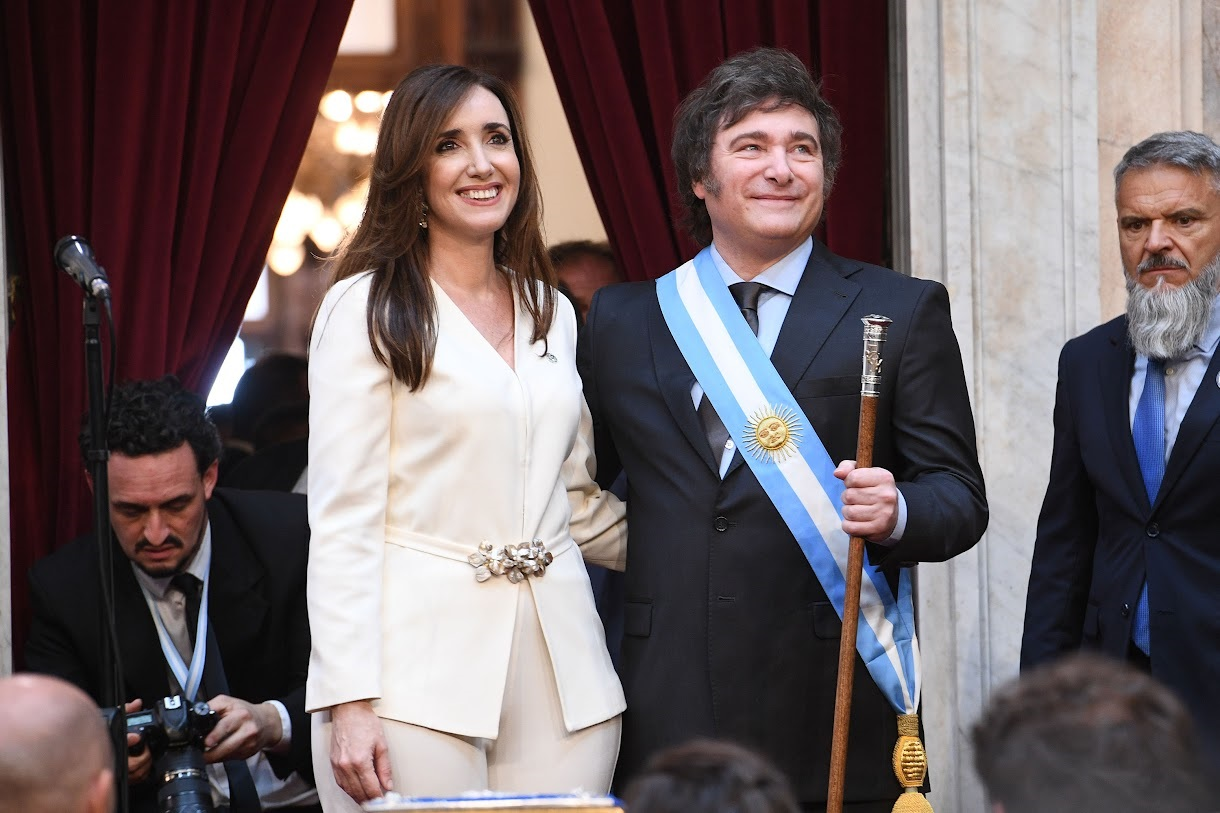
Milei e Villarruel durante a posse presidencial

Milei assumiu o cargo de presidente em 10 de dezembro de 2023. Além da falta de apoio no Congresso, o governo recebeu do seu antecessor uma inflação anual de 142,7%, reservas líquidas negativas do Banco Central de 11 mil milhões de dólares e um défice primário de 2,4% e um défice financeiro de 4,4%, o aumento da pobreza e uma população polarizada como desafios para a sua presidência. Sua ministra das Relações Exteriores, Diana Mondino, anunciou que o país não se juntará aos BRICS. A nomeação de Rodolfo Barra por Milei como chefe do Ministério Público do Tesouro causou indignação devido ao passado neonazista de Barra. No seu primeiro discurso como presidente, Milei alertou sobre a necessidade de um choque económico, o que foi descrito como uma terapia de choque em termos econômicos, a ser usado como um meio para resolver os problemas econômicos da Argentina.

### Primeiros atos
O gabinete de Milei inclui ministros filiados ao La Libertad Avanza e ao Juntos por el Cambio. Em seus primeiros atos como presidente, Milei assinou treze decretos, a maioria relacionados aos membros de seu gabinete. Também baixou o número de ministérios de 18 para 9, e nomeou três secretariados com cargos de pasta, incluindo a sua irmã para o cargo de Secretária-Geral da Presidência, após modificar a lei que proíbe a nomeação de familiares.
Em 22 de dezembro de 2023, Milei emitiu as “Bases para a Reconstrução da Economia Argentina” via um Decreto de Necessidade e Urgência (DNU), contendo 83 páginas e 366 artigos. Em um discurso televisionado o presidente listou trinta das principais alterações contidas no decreto. No dia 28 de dezembro, foi encaminhado ao Congresso um projeto de lei abrangente, contendo 132 páginas e 664 artigos, sendo denominado “Lei de Bases e Pontos de Partida para 'A Liberdade dos Argentinos'" que foi apelidada de "Lei Omnibus". Tanto o decreto quanto o projeto de lei incluíram desregulamentações e modificações com o objetivo de reduzir a participação do Estado em setores como trabalho, saúde, aluguel habitacional, turismo, clubes de futebol, judiciário e economia. Algumas destas medidas foram a transformação de empresas estatais em sociedades anónimas para posterior privatização, uma política de “céus abertos”, a eliminação da lei das gôndolas e do INADI, entre outras. 
No ponto mais polêmico da "Lei Ômnibus", declara-se a emergência pública nas áreas econômica, financeira, fiscal, de segurança e defesa até Dezembro de 2025, podendo ser prorrogada por mais dois anos, abrangendo todo o mandato do presidente argentino. Críticos e especialistas condenaram as medidas de Milei sendo inconstitucionais e acusaram-no de autoritário. Em resposta às críticas e aos protestos, Milei disse que os opositores de seu governo estavam sofrendo de Síndrome de Estocolmo por acreditarem em um modelo econômico que as empobrece e que haveriam mais reformas por vir.
Na primeira semana de 2024, a Justiça do Trabalho Argentina, atendendo pedidos de centrais sindicais, suspendeu provisoriamente o trecho do DNU que tratava protestos e piquetes como injúria trabalhista grave.
Tanto o "DNU" e a "Lei Ômnibus" estão sujeitos à aprovação do Congresso, que convocou uma sessão extraordinária a ser realizada entre os primeiros meses de 2024.
Em março de 2024, ele decidiu, por decreto, aumentar seu salário e o de seus ministros em 50%. Essa medida causou polêmica na Argentina, pois os salários e as pensões dos trabalhadores e pensionistas caíram drasticamente em média desde que ele assumiu o cargo devido à crise econômica e ele fez campanha contra os “privilégios” da “casta” política durante as eleições presidenciais.

## Posições políticas
As posturas de Milei foram descritas de muitas maneiras. Ele foi descrito de várias maneiras como extrema-direita, populista de extrema-direita, libertário de direita, ultraconservador e ultra-liberal. Milei defende um governo mínimo, com foco na justiça e na segurança, com uma filosofia enraizada na vida, liberdade e propriedade privada, e nos princípios do mercado livre. Ele critica o socialismo e o comunismo, opõe-se a sindicatos laborais, defendendo a liberalização econômica e a reestruturação dos ministérios governamentais. Ele se opõe ao Banco Central da Argentina e às atuais políticas tributárias.
Economicamente, Milei é influenciada pela Escola Austríaca e admira as políticas do ex-presidente Carlos Menem. Ele apoia o capitalismo, vendo o socialismo como a personificação da inveja e da coerção. Milei propõe reduzir os ministérios do governo e enfrentar os desafios económicos através de cortes de gastos e reformas fiscais, criticando as administrações anteriores por gastos excessivos. Ele elogiou as políticas económicas da ex-primeira-ministra britânica Margaret Thatcher e chamou-a de "uma grande líder".
Como conservador social, Milei acredita na teoria da conspiração do marxismo cultural, e se opõe ao aborto e à eutanásia, mesmo nos casos em que uma mulher ou menina tenha sido abusada sexualmente, chamando-o de “homicídio agravado pelo vínculo”. É indiferente ao casamento entre pessoas do mesmo sexo e apoia a privatização na educação e na saúde. Ele se opõe à vacinação obrigatória e apoia a legalização das drogas e a legalização da prostituição. Como defensor do direito de possuir e portar armas, Milei defende a desregulamentação da posse de armas de fogo e propõe restrições à imigração para criminosos. Considera que as desigualdades sociais são naturais e que o governo não deve procurar reduzi-las, acrescentando que a justiça social é um "conceito aberrante" e um "roubo". Valoriza o espírito empresarial e o sucesso individual.
Sobre o aquecimento global, Milei nega sua existência, dizendo que é uma invenção do marxismo cultural. Milei também relaciona o marxismo cultural com o Ministério da Mulher e diz que se for eleito presidente encerrará aquele ministério. Ele também mencionou o marxismo cultural para se referir contra o movimento LGBT.
Na política externa, Milei critica o FMI, se alinha com figuras antissocialistas como Donald Trump e Jair Bolsonaro, e prioriza alianças com os Estados Unidos e Israel. Ele é cauteloso sobre as relações com a China, apoia a Ucrânia contra a Rússia, e defende o diálogo sobre a Guerra das Malvinas. Milei assinou a Carta de Madrid, um documento elaborado pelo Vox que descreve grupos de esquerda como inimigos do Ibero-América, envolvida em um "projeto criminoso" que está "sob o guarda-chuva do regime cubano". Ele assinou o documento com outros políticos como Rafael López Aliaga do Peru, José Antonio Kast do Chile e Eduardo Bolsonaro do Brasil, filho do ex-presidente Jair Bolsonaro.

## Críticas
Foi apontado que uma questão importante é que Milei faz uso constante de fórmulas matemáticas e de gráficos ao longo de seus escritos para ilustrar seus pontos, o que contradiz claramente as visões austríacas céticas sobre o uso da matemática na economia, considerada por eles como uma ciência social. Este é o principal obstáculo para enquadrar Milei como um economista 'austríaco'. Embora sua estrutura conceitual seja decididamente austríaca, sua metodologia em geral não o é.
Ele se destacou por sua maneira às vezes agressiva de debater e pelo uso recorrente de linguagem chula, o que gerou várias polêmicas. Em 25 de agosto de 2021, ele insultou o chefe do governo da cidade de Buenos Aires, Horacio Rodríguez Larreta, chamando-o de "esquerdista de merda" e "careca nojento", e afirmou que poderia "esmagá-lo" politicamente. Ele defendeu suas declarações dizendo que Rodríguez Larreta estava usando "fundos públicos para perseguir oponentes".
O seu partido, La Libertad Avanza, é suspeito de ter pedido aos seus candidatos que comprassem o seu lugar nas listas eleitorais por várias dezenas de milhares de dólares, no período que antecedeu as eleições gerais de 2023. Empresários, advogados e políticos anteriormente próximos de Javier Milei testemunharam este facto. Segundo eles, foram exigidos pelo menos 10 mil dólares para uma candidatura e até 250 mil dólares para os lugares mais cobiçados.

## Vida pessoal
A sua fortuna pessoal valerá 125 milhões de pesos em 2024.

### Escândalo com o token Libra
Em 2025, o governo de Javier Milei foi envolvido em uma polêmica relacionada ao token Libra, um ativo digital criado por apoiadores do presidente e promovido como "a moeda do futuro da Argentina". A imprensa revelou indícios de que o projeto utilizava a imagem de Milei sem autorização oficial e apresentava sinais de possível esquema fraudulento, com promessas irreais de valorização e ausência de lastro verificável. A falta de transparência sobre os responsáveis pelo token e o uso político da imagem presidencial geraram críticas tanto no setor de criptomoedas quanto entre opositores do governo.

## Rádio
| Ano             | Programa                           | Rádio            |
| --------------- | ---------------------------------- | ---------------- |
| 2017 – presente | Demoliendo Mitos (Demolindo Mitos) | Conexión Abierta |

## Livros
- Lecturas de Economía en tiempos de Kirchnerismo (em inglês; Economic Reading in Kirchnerism government era, 2014), ISBN 978-987-3773-00-6
- Política Económica Contrarreloj (em inglês: contra-relógio de Política Econômica, 2014), ISBN 9789874513328
- El retorno al sendero de la Decadencia Argentina (em inglês: The return to the road of the Argentinian Decadence, 2015), ISBN 9789873677182
- Maquinita, Infleta y Devaluta (em inglês: Machinita, Infleta e Devaluta, 2016), com Diego Giacomini. ISBN 9789873677441
- Otra vez sopa: maquinita, infleta y devaluta: ensayos de economía monetaria para o caso argentino (Em inglês: Mais uma vez sopa: machinita, infleta e devaluta: ensaios de economia monetária para o caso argentino, 2017), com Diego Giacomini. ISBN 9789876278140
- Desenmascarando la mentira keynesiana. Keynes, Friedman e o triunfo de la Escuela Austriaca. (Em inglês: Desmascarando a mentira keynesiana. Keynes, Friedman e o triunfo da Escola Austríaca. 2018), ISBN 9788472097278
- Libertad, libertad, libertad . (Em inglês: Liberty, Liberty, Liberty, 2019), com Diego Giacomini. ISBN 9789505567393
- Pandenomics. La economía que viene en tiempos de megarrecesión, inflación y crise global . (Em inglês: Pandenomics: A economia que vem em tempos de mega recessão, inflação e crise global, 2020) ISBN 9789505567799

## Artigos acadêmicos selecionados
- (2004) 'Real Exchange Rate Targeting. ¿Trilema Monetario o Control de Capitales? La Política Fiscal ', Revista de Economía y Estadística , Universidad Nacional de Córdoba, Facultad de Ciencias Económicas, Instituto de Economía y Finanzas, vol. 0 (2), páginas 63–87, janeiro.
- (2014) 'De los picapiedras a los supersónicos: Maravillas del progreso tecnológico con convergencia', Revista Actualidad Económica , Universidade Nacional de Córdoba, Facultad de Ciencias Económicas, Instituto de Economía y Finanzas, vol. 0 (83), páginas 5-18.
- (2017) 'Ensayos Monetarios para Economías Abiertas: El Caso Argentino' (com Diego Giacomini), Revista Actualidad Económica , Universidade Nacional de Córdoba, Facultad de Ciencias Económicas, Instituto de Economía y Finanzas, vol. 0 (91),